# Harpactus tumidus
Harpactus tumidus är en stekelart som först beskrevs av Georg Wolfgang Franz Panzer 1801.  Harpactus tumidus ingår i släktet Harpactus, och familjen Crabronidae. Arten är reproducerande i Sverige.